# Rhynchosia viscidula
Rhynchosia viscidula är en ärtväxtart som beskrevs av Ernst Gottlieb von Steudel. Rhynchosia viscidula ingår i släktet Rhynchosia och familjen ärtväxter. Inga underarter finns listade i Catalogue of Life.